# Рабы Майкрософта
«Рабы Майкрософта» (англ. Microserfs) — роман Дугласа Коупленда, вышедший в 1995 году. Впервые он появился в форме небольшого рассказа в статье-обозрении журнала Wired в январе 1994 и впоследствии был расширен до полноценного романа.
Написанный в ранние 90-е, он изображает жизни людей, работающих в сфере разработки программного обеспечения, и влияние работы на их отношения и жизни. Роман представлен в виде записей в дневнике, который ведет рассказчик. Тем самым он схож по стилю с современным блогом, хоть и был написан ранее, чем они получили широкое распространение в сети.
Коупленд возвращается ко многим идеям и мыслям, раскрытым в Рабах Майкрософта, в романе JPOD, написанном в 2006 году.

## Краткое содержание
Роман начинается с беглого обзора жизней работников Майкрософта, людей, которые создали программы, используемые в большинстве офисов по всему миру. Майкрософт показан как корпорация, имеющая феодальную структуру, с Биллом Гейтсом в качестве собственника и работниками в качестве рабов.
Герои романа живут в Сиэтле, рабочая атмосфера вторгается в их личную жизнь, их ежедневные распорядки дня полностью зависят от циклов выпусков программного обеспечения. Когда один из них решает покинуть Майкрософт и основать свою компанию
в Кремниевой долине, другие поддерживают такую возможность. Они оставляют стабильность и защищённость ради неизвестного в новой компании. Героями руководит не только шанс создать успешный программный продукт, но и быть «номер один»: быть первыми в чём-то, выпустить версию 1.0 и т. п. Кроме того, изменения в их жизнях дают начало развитию их как личностей.

## Критика
Роман получил средние оценки в прессе.
Русский перевод книги, выполненный Н. Федуро, получил антипремию «Абзац» как худший перевод года.